# 渡辺浩一
渡辺 浩一（わたなべ こういち、1959年 - ）は、日本の歴史学者、国文学研究資料館教授。

## 来歴
東京都生まれ。東北大学文学部国史学科卒、1986年同大学院文学研究科国史学博士課程満期退学、1987年東北大学文学部助手、1991年国文学研究資料館講師、助教授、教授。1997年「近世都市における住民結合と序列意識に関する研究」で東北大学博士（文学）。

## 著書
- 『近世日本の都市と民衆 住民結合と序列意識』吉川弘文館、1999　ISBN　9784642033497、オンデマンド版　2023　ISBN　9784642733496
- 『まちの記憶 播州三木町の歴史叙述』清文堂出版、2004
- 『仙台城下の武家屋敷』大崎八幡宮仙台・江戸学実行委員会、2010
- 『近世都市〈江戸〉の水害－災害史から環境史へ』吉川弘文館、2022　ISBN　9784642043496

### 共編著
- 『日本近世史料学研究 史料空間論への旅立ち』高木俊輔共編著 北海道大学図書刊行会、2000
- 『中近世日本とオスマン朝にみる国家・社会・文書』林佳世子、オゼル・エルゲンチ共編 東洋文庫、2009
- 『契約と紛争の比較史料学－中近世における社会秩序と文書』臼井佐知子・Ｈ・ジャン・エルキン・岡崎敦・金炫栄共編、吉川弘文館、2014　ISBN　9784642029223

## 参考
- J-GLOBAL
- 『近世日本の都市と民衆』著者紹介、あとがき